# Kari Kuivalainen
Kari Kuivalainen (14 de noviembre de 1961) es un cantante y compositor finés, más conocido por su participación en el Festival de la Canción de Eurovisión 1986.

## Carrera
Comenzó su carrera musical como baterista en la banda Menneisyyden Vangit, con quienes trabajó durante casi diez años.
Después de esto, comenzó a desempeñarse como compositor. En 1985, su canción "Haaveissa vainko oot mun?" fue interpretada por Riki Sorsa en la selección nacional finlandesa para elegir a un representante para el Festival de la Canción de Eurovisión ese mismo año, pero finalizó en el 2.º lugar.
Al año siguiente, escribió la canción "Päivä kahden ihmisen", la que sería originalmente interpretada por Kaija Koo. Sin embargo, ella declinó en participar, por lo que Kuivalainen decidió concursar en la final nacional, donde finalmente, fue elegido para ser el siguiente representante del país nórdico en la 31.ª edición del Festival de la Canción de Eurovisión 1986 celebrado en Bergen, Noruega el 3 de mayo. Antes del festival, Kuivalainen canción algunas partes en la letra de la canción, y aunque fue interpretada íntegramente en finés, el título fue renombrado a "Never the End". En consecuencia, la canción consiguió 22 puntos y se posicionó en el 15.º puesto.
Posterior a esto, él se volvió a integrar a la banda Menneisyyden Vangit, junto a su colega Vicky Rosti.